# Untere Culm
Untere Culm (amtlich: Culm untere) ist ein Gemeindeteil der Gemeinde Mistelgau im Landkreis Bayreuth (Oberfranken, Bayern). Untere Culm liegt in der Gemarkung Creez.

## Geografie
Der Weiler liegt am Kaltenbrunnen, dem rechten Oberlauf der Weides, die ein linker Zufluss der Truppach ist, und am Lenzbrunnen, der dort als linker Zufluss in den Kaltenbrunnen mündet. Im Westen erhebt sich die Kulmleite (509 m ü. NHN) und im Osten der Schobertsberg (543 m ü. NHN). Ein Anliegerweg führt nach Obere Culm (0,3 km südwestlich) bzw. nach Hundshof (0,2 km nordöstlich).

## Geschichte
Gegen Ende des 18. Jahrhunderts bestand Untere Culm aus zwei Anwesen. Die Hochgerichtsbarkeit stand dem bayreuthischen Stadtvogteiamt Bayreuth zu. Die Pfarrei Mistelbach war Grundherr der beiden Halbhöfe.
Von 1797 bis 1810 unterstand der Ort dem Justiz- und Kammeramt Bayreuth. Mit dem Gemeindeedikt wurde Untere Culm dem 1812 gebildeten Steuerdistrikt Pettendorf und der im gleichen Jahr gebildeten Ruralgemeinde Schobertsreuth zugewiesen. Mit dem Gemeindeedikt von 1818 erfolgte die Umgemeindung nach Creez. Am 1. April 1971 wurde Untere Culm im Zuge der Gebietsreform in Bayern in die Gemeinde Mistelgau eingegliedert.

### Einwohnerentwicklung
| Jahr      | 001819 | 001822 | 001861 | 001871 | 001885 | 001900 | 001925 | 001950 | 001961 | 001970 | 001987 |
| Einwohner | 11     |        | †      | 19     | 22     | 19     | 15     | 6      | 5      | 5      | 12     |
| Häuser    |        | 1      |        |        | 3      | 3      | 3      | 1      | 1      |        | 3      |
| Quelle    | [ 9 ]  | [ 6 ]  | [ 10 ] | [ 11 ] | [ 12 ] | [ 13 ] | [ 14 ] | [ 15 ] | [ 16 ] | [ 17 ] | [ 1 ]  |

## Religion
Untere Culm ist evangelisch-lutherisch geprägt und nach St. Bartholomäus (Mistelgau) gepfarrt.